# Эшберн, Ричи
Ричи Эшберн (англ. Don Richard Ashburn; 1927—1997) — американский бейсболист главной лиги бейсбола, имевший прозвища «Putt-Putt», «The Tilden Flash» и «Whitey». В 1995 году был введен в National Baseball Hall of Fame and Museum, а в 2004 году — в Philadelphia Baseball Wall of Fame.

## Биография
Родился 19 марта 1927 года в городе Тилден, штат Небраска. Здесь вырос на ферме родителей. Затем стал профессионалом бейсбола, а позже был комментатором бейсбольной команды Филадельфия Филлис.
Выступал за команды:
- 1948—1959 − Филадельфия Филлис
- 1960—1961 − Чикаго Кабс
- 1962 − Нью-Йорк Метс

Начиная с 1963 года был телерадиокомментатором своей родной команды. Собирался выйти на отдых после сезона 1997 года, но умер от сердечного приступа 9 сентября 1997 года в Нью-Йорке. Похоронен на кладбище Gladwyne Methodist Church Cemetery округа Монтгомери, штат Пенсильвания.
Ричи Эшберн был соучредителем фонда Richie Ashburn Foundation (с 1998 года — Ashburn-Harry Kalas Foundation), который предоставляет бесплатный бейсбольный лагерь для 1100 детей из малообеспеченных семей и присуждает гранты для школ и колледжей.
За ним навечно остался закреплён первый номер команды «Филадельфия Филлис».

### Интересный факт
Во время бейсбольного матча 17 августа 1957 года Эшберн неудачно отбил мяч и попал им в зрительницу Элис Рот (англ. Alice Roth), жену спортивного комментатора Philadelphia Bulletin Эрла Рота (англ.  Earl Roth), сломав ей нос. Когда игра после этого инцидента возобновилась, Эшберн сфолил ещё один мяч, который снова попал в Элис, когда её уносили на носилках. Несмотря на это досадное происшествие, Ричи Эшберн в дальнейшем на протяжении многих лет поддерживал с Элис Рот дружеские отношения.